# Sredna Gora

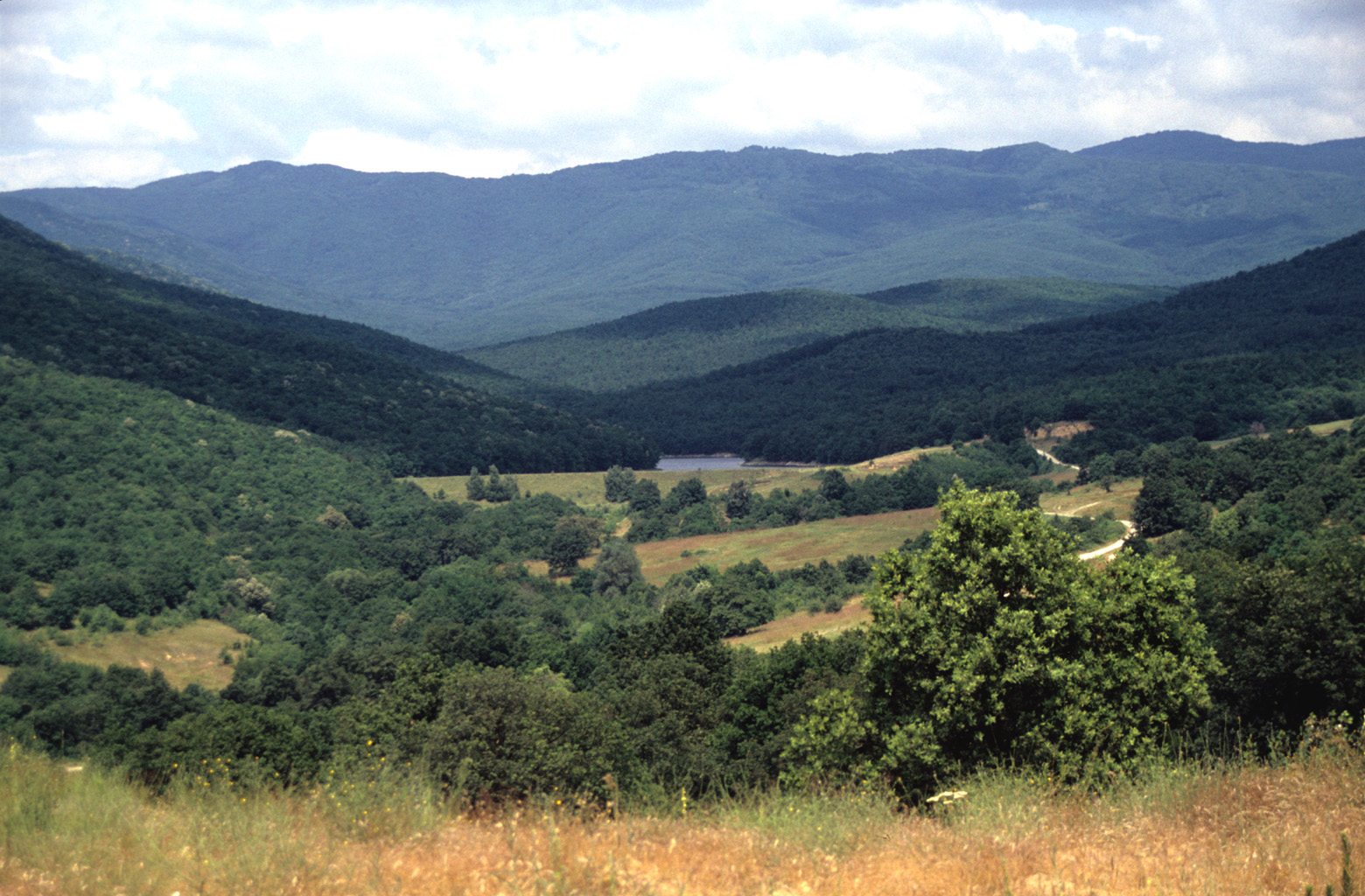
Munţii Sredna Gora

Sredna Gora (în bulgară Средна гора, tradus: Muntele Central) este un lanț muntos care se află în Bulgaria, paralel cu munții Stara Planina, și care se întinde spre vest până la râul Iskar și la est până la cotul râului Tundja, la nord de orașul Iambol. Munții Sredna Gora au o lungime de 285 km și o lățime de 50 km. Cel mai înalt vârf este Goliam Bogdan având 1604 m. 
Lanțul muntos este împărțit în trei de către râurile Topolnița și Striama, astfel formându-se:
- masivul Zapadna sau Ihtimanska Sredna Gora în vest
- masivul Saștinska Sredna Gora în centru
- masivul Sarnena Gora în est.

Fauna zonei este sărăcăcioasă în comparație cu alte zone ale Bulgariei.